# Prion Glacier
Prion Glacier är en glaciär i Antarktis. Den ligger i Östantarktis. Nya Zeeland gör anspråk på området. Prion Glacier ligger 150 meter över havet.
Terrängen runt Prion Glacier är varierad. Havet är nära Prion Glacier åt sydväst. Trakten är obefolkad. Det finns inga samhällen i närheten. 